# بریکن کالیا
بریکن کالیا (انگلیسی: Briken Calja؛ زادهٔ ۱۹ فوریهٔ ۱۹۹۰) وزنه‌بردار اهل آلبانی است.
وی در مسابقات کشوری و بین‌المللی در مجموع برندهٔ ۱ مدال طلا، ۲ مدال نقره، ۱ مدال برنز شده‌است.